# RAC 1
RAC1 (acronyme de Ràdio Associació de Catalunya) est une station de radio généraliste catalane. C'est la radio la plus écoutée de Catalogne, avec environ 800 000 auditeurs. La station est gérée par la société Radiocat XXI, propriété du groupe Godo.
Elle n'émet qu'en fréquence modulée en Catalogne, où elle diffuse également sur la TNT, et en Andorre, en dehors de ces territoires exclusivement sur Internet.

## Histoire
RAC1 a commencé à émettre le 1er mai 2000, elle était la première station de radio privée à diffuser 24 heures sur 24 entièrement en catalan. 
La station possède ses studios centraux au siège du groupe Godó, situé au numéro 477 de l'Avenida Diagonal à Barcelone, au 15e étage.

## Éléments financiers
RAC1 reçoit des subventions la Généralité de Catalogne, pour une valeur approximative de 140 000 euros par an. Ces dernières années, elle a réalisé un bénéfice d'exploitation d'environ 1 500 000 euros par an.